# DeUndrae Spraggins
DeUndrae Carter Spraggins (* 24. Mai 1983 in St. Louis, Vereinigte Staaten) ist ein ehemaliger US-amerikanischer professioneller Basketballspieler.
Zur Saison 2009/2010 wechselte Spraggins in die Deutsche ProB zu den SOBA Dragons Rhöndorf. Dies ist seine erste Station als professioneller Basketballer. Zuvor lief er für das Team des Texas A&M-Commerce College auf und erzielte im Schnitt 17 Punkte und 5 Rebounds. Dazu verteilte der Guard noch rund 3 Assists pro Spiel. Zur Saison 2010/2011 entschied er sich, die Dragons zu verlassen und eine neue Herausforderung zu suchen. Anfang September unterschrieb er einen Vertrag bei der BG Illertal-Weißenhorn in der ProB. Dazu nahm er am Training des Kooperationspartners Ratiopharm Ulm teil.
Nach Ende der regulären Saison verließ er die BG Illertal durch eine Klausel in seinem Vertrag und schloss sich für den Rest der Saison 2010/2011 seinem ehemaligen Verein, den Dragons Rhöndorf, an. Dort konnte er aber auch den sportlichen Abstieg des Vereins aus der ProA nicht verhindern. Bereits kurz nach Saisonende gaben die Dragons bekannt, dass Spraggins keinen neuen Vertrag in Rhöndorf erhalten werde.
Spraggins kehrte daraufhin in die USA zurück und beendete seine aktive Karriere und widmete sich seiner beruflichen Zukunft.

## Erfolge
- Meister der ProB 2009/2010 mit den Dragons Rhöndorf